# Sorex planiceps
Sorex planiceps és una espècie de musaranya de la família dels sorícids.

## Distribució geogràfica
Es troba a l'Índia, la Xina i el Pakistan.